# گیسن (ناحیه)
گیسن (به آلمانی: Landkreis Gießen) یک ناحیه در آلمان است که در گیسن واقع شده‌است. گیسن ۲۵۴٬۷۳۱ نفر جمعیت دارد.